# Broń strzelecka

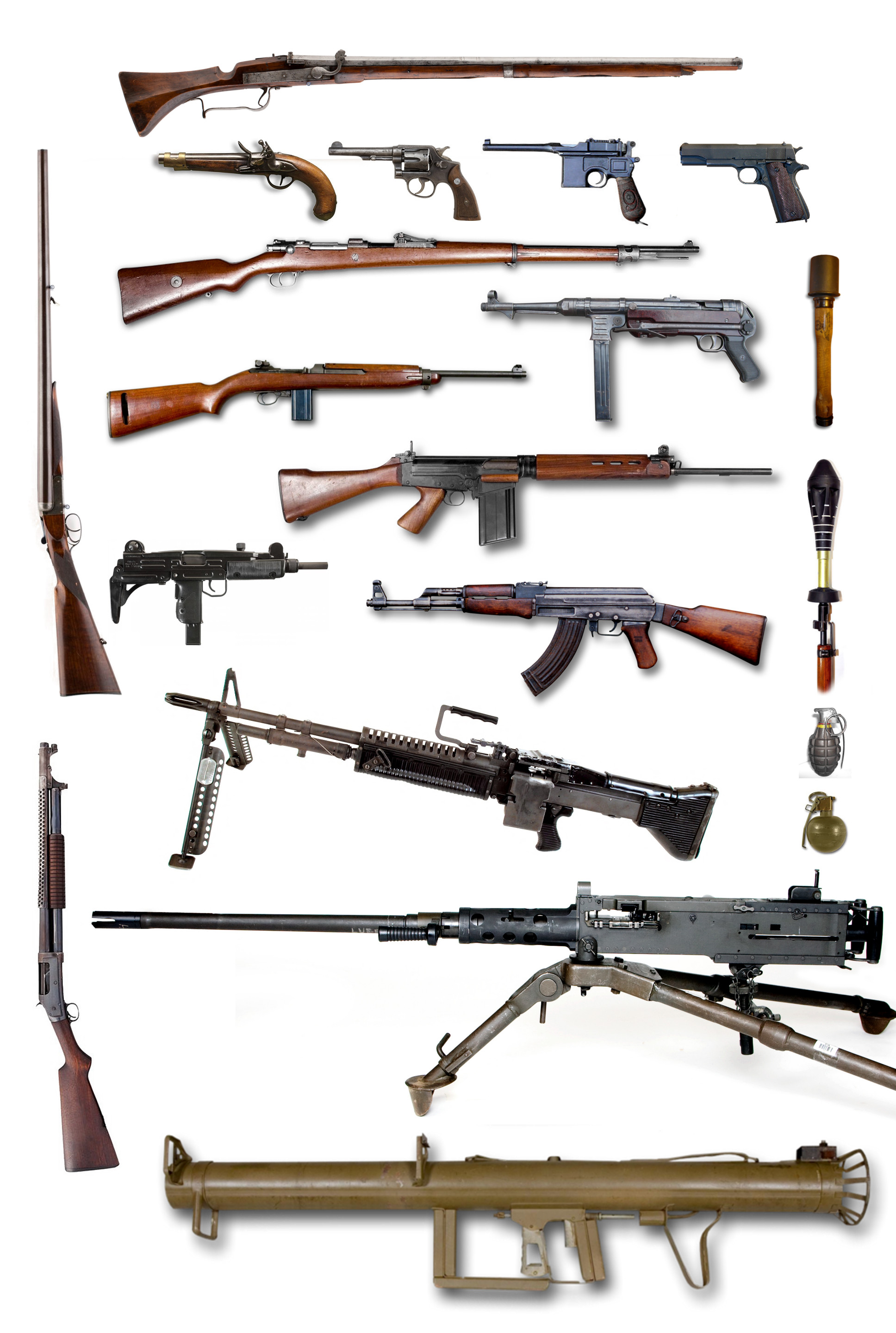
Zróżnicowane przykłady broni strzeleckiej

Broń strzelecka – broń palna, której kaliber nie przekracza na ogół 20 mm (z wyjątkiem wyspecjalizowanych środków np. granatników, karabinów przeciwpancernych). Do broni strzeleckiej zaliczane są także granaty ręczne.

## Charakterystyka
Broń strzelecka przeznaczona jest głównie do zwalczania pojedynczych i grupowych celów żywych, a także lekko opancerzonego sprzętu i środków ogniowych. Jej zasięg jest stosunkowo niewielki – zwykle nie przekracza 2000 metrów. Stanowi wyposażenie pojedynczych żołnierzy, najmniejszych pododdziałów lub jest montowana na wozach bojowych, śmigłowcach i samolotach. 

## Historia
Broń strzelecka rozwijana jest w sposób ciągły od końca średniowiecza przez współczesność, przechodząc po drodze diametralne zmiany konstrukcyjne. Do najistotniejszych kamieni milowych w jej ewolucji można zaliczyć: opracowanie i rozwój zamków (od XV w.), wynalezienie pocisków typu minie i spopularyzowanie luf gwintowanych (połowa XIX w.), pojawienie się konstrukcji odtylcowych i wynalezienie łuski metalowej (II połowa XIX w.), pojawienie się konstrukcji powtarzalnych i maszynowych (koniec XIX w.). Rozwój broni strzeleckiej dobrze ilustruje następujące zestawienie: za czasów Napoleona strzelec zdolny był do oddania jednego strzału na minutę, w czasie I wojny światowej - 15, a w czasie II wojny światowej - 450, czyli tylu ile na początku XIX wieku cały batalion. Obecnie dąży się do poprawy jej ergonomii, zmniejszenia gabarytów oraz unifikacji stosowanej amunicji.

## Podział
Współcześnie broń strzelecką dzieli się na:
- Podstawową
  - rewolwery
  - pistolety
    - samopowtarzalne
    - automatyczne

  - pistolety maszynowe
  - strzelby
  - karabiny i karabinki
    - jednostrzałowe
    - powtarzalne
    - samopowtarzalne
    - automatyczne
    - wyborowe
      - wielkokalibrowe

  - karabiny maszynowe
    - ręczne (rkm)
      - karabinki maszynowe

    - lekkie (lkm)
    - ciężkie (ckm)
    - uniwersalne (ukm)
    - wielkokalibrowe (wkm)
    - czołgowe
    - lotnicze
- Pomocniczą
  - granatniki
    - jednostrzałowe
    - powtarzalne
    - półautomatyczne
    - automatyczne
    - rewolwerowe
    - dwukomorowe
    - nasadkowe
    - podwieszane
    - przeciwpancerne
      - bezodrzutowe
      - rakietowe
      - rakietowo – bezodrzutowe

  - granaty
    - nasadkowe
    - ręczne
      - zapalające
      - przeciwpancerne
      - odłamkowe
        - obronne
        - zaczepne
        - uniwersalne

  - karabiny przeciwpancerne
- Niebojową
  - badawcza (balistyczna)
  - ćwiczebna
  - sygnałowa

Ponadto wszystkie wyżej wymienione można podzielić na:
- Broń indywidualną – stanowiąca uzbrojenie pojedynczego żołnierza (np. rewolwery, pistolety, pistolety maszynowe, karabiny, karabinki).
- Broń zespołową – stanowiąca uzbrojenie pododdziałów, a także wozów bojowych i samolotów. Obsługa etatowa każdego egzemplarza broni zespołowej w pododdziale składa się przynajmniej z dwóch żołnierzy, z których każdy ma określone funkcje i zadania. Do broni palnej zespołowej zalicza się: karabiny maszynowe i przeciwpancerne, oraz niektóre rodzaje granatników.

Wśród broni strzeleckiej można również wymienić przykłady broni archaicznej, współcześnie już nie stosowanej jak na przykład: arkebuzy, hakownice, muszkiety, petrynały, rusznice itp.